# Oligoryzomys stramineus
Oligoryzomys stramineus là một loài động vật có vú trong họ Cricetidae, bộ Gặm nhấm. Loài này được Bonvicino & Weksler miêu tả năm 1998.